# Favars
Favars é uma comuna francesa na região administrativa da Nova Aquitânia, no departamento de Corrèze. Estende-se por uma área de 11,88 km². Em 2010 a comuna tinha 1 108 habitantes (densidade: 93,3 hab./km²).